# Càmera Daguerre-Giroux
La càmera Daguerre-Giroux (1839) és un aparell fotogràfic que va ser dissenyat per Louis Daguerre i produït per Alphonse Giroux, d'aquí entenem el seu nom.
Va ser el primer model de càmera fotogràfica que es va comercialitzar, el qual realitzava imatges amb la tècnica del daguerreotip. Fabricada a Paris el setembre de 1839 i presentada a la Acadèmia de Ciències de França. 

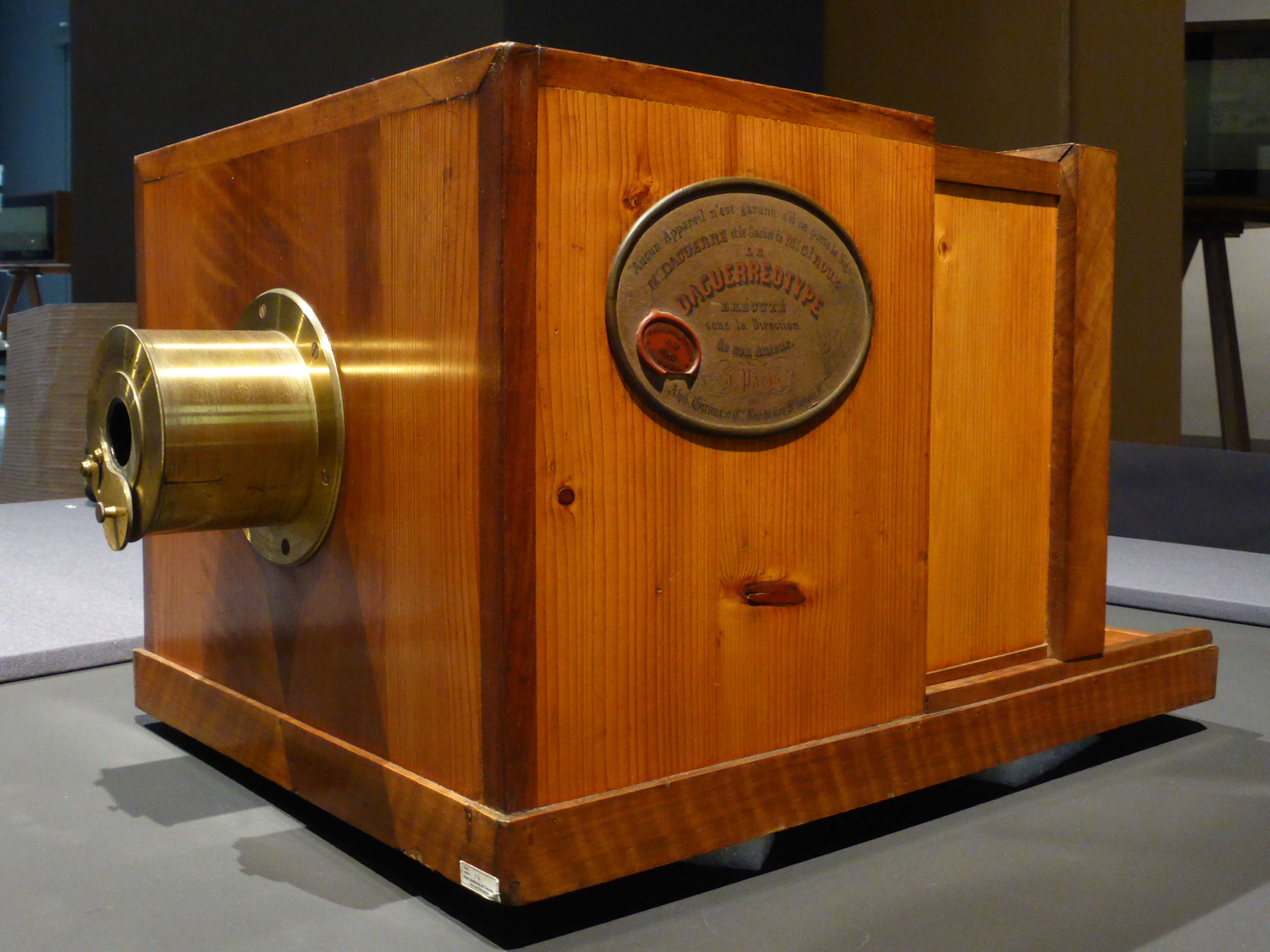
Càmera Daguerre-Giroux nº178 per obtendré daguerrotips. Original del 1839. Conservada a la Reial Acadèmia de Ciències i Arts de Barcelona (RACAB), Barcelona, Espanya.

“Aquesta càmera suposa el punt de partida de la fotografia comercial. La fotografia va abandonar així la seva condició experimental”, va citar Martin Reinhart, responsable de subhastes de la galeria fotogràfica vienesa Westlicht.

## Història
Podríem dir que la història de la fotografia inicia l'any 1521, quan Cesare Cesariano (1460-1526) publica el primer escrit sobre la Cambra fosca. Tot i que, ja molts anys abans, podem trobar en el llibre “Tractat òptic” del matemàtic Alhazen (965-1040), com aquest parla de les teories que els grecs havien fet sobre els rajos lluminosos i com els objectes eren percebuts pels ulls. 
A principis del segle xix, just l'any 1816, el científic francès Nicéphore Niépce (1765 - 1833) obté les primeres fotografies inèdites les quals no va poder fixar permanentment en un suport. Però gràcies a la investigació i evolució dels seus processos, aconseguirà obtindré la primera imatge després de vuit hores d'exposició a plena llum del dia, amb una càmera obscura i un suport sensibilitzat mitjançant una emulsió química de sals de plata. Així doncs, l'any 1826 obtindrà la fotografia Vista des de la finestra de Le Gras.
Per tal d'aconseguir tots aquest avenços Niépce va treballar amb l'inventor Louis Daguerre (1787 - 1851), el qual va trobar la manera de captar, en una placa preparada per ell, la imatge produïda per la càmera obscura. Tot gràcies a les teories que havia fet prèviament Niépce i les investigacions que havien fet conjuntament sobre la possibilitat de fixar les imatges de la càmera obscura.
Pocs anys després de la mort de Nicéphore Niépce, i d'investigacions per part de Daguerre, el 16 d'agost de 1839 es realitza la comunicació oficial del primer procediment fotogràfic de la història, el qual va ser anomenat Daguerreotip, a l'Acadèmia Francesa de les Ciències de París, a càrrec del científic i polític François Arago (1786 – 1853). Amb aquesta divulgació mundial també es presenta el model de càmera Daguerre-Giroux, del qual va ser possible la seva creació ja que Louis Daguerre, junt amb Isidore Niepce (fill de Nicéphore Niépce), van firmar un contracte amb Alphonse Giroux per que aquest produís i comercialitzes l'equipament necessari per la realització de daguerreotips.
Un d'aquest primers equips dissenyats per Louis Daguerre i produïts per Alphonse Giroux, concretament el model nº178, va ser adquirit pel gravador espanyol Ramón Albern en la presentació de Paris. Tres mesos després, la Reial Acadèmia de Ciències i Arts de Barcelona (RACAB), va organitzar un acte públic el 10 de novembre de 1839, en el que es va duu a terme la primera sessió fotogràfica a Espanya. En aquesta, Alabern obté un daguerreotip de la vista de dos edificis del Pla del Palau de Barcelona. La fotografia va ser perduda ja que es va sortejar entre el públic assistent. 
Aquest model de la càmera Daguerre-Giroux nº178 que pertanyia a Alabern, li va ser comprada per la RACAB qui, actualment, encara la custodia. 

## Funcionament
La Càmera Daguerre-Guiroux va ser inventada per Louis Daguerre. La compra de tot  l'equip complet, en aquella època representava una xifra elevada, d'uns 400 francs. Preu que actualment és molt més elevat ja que amb aquesta càmera es va obtenir la primera fotografia d'España i, per tant, posseeix un gran valor, tant simbòlic com històric, pel país.
Tot el seu conjunt era bastant pesat. Constava de la càmera feta de fusta, que es venia conjuntament amb una caixa en la que es guardaven les substancies químiques i utensilis pel seu bon funcionament i, amb un arxivador de fusta per emmagatzemar les plaques de coure i plata o el propi daguerreotip. Una curiositat sobre la càmera és que aquesta portava un segell amb una firma de Daguerre per verificar la seva autenticitat.
Inicialment, el procés d'elaboració d'un daguerreotip no era excessivament sensible a la llum i, per tant, es necessitava un temps d'exposició elevat, de fins a 30 minuts. Però, degut als avenços que es van anar elaborant, es va aconseguir reduir aquest temps d'exposició.
L'elaboració del daguerreotip consistia en la fixació de les imatges mitjançant la Càmera Daguerre-Guiroux, que tenia la mateixa funció que una càmera obscura. La imatge s'obtenia sobre una placa metàl·lica o de vidre que havia sigut prèviament sensibilitzada.

### Procés d'elaboració de la imatge
1. Primerament es preparava el suport. Aquest podia ser una placa de metall o de vidre, la qual estava tractada amb nitrat de plata. En una de les cares s'aplicava oli i un abrasiu, com era la pedra tosca, per després estendre-ho i polir-ho, fins que la superfície tingues un aspecte brillant com el d'un mirall.
2. Seguidament es tractava de sensibilitzar la placa, és a dir, fer que el material fos sensible a la llum del sol. Per tal d'aconseguir-ho, s'introduïa la placa a l'interior d'una càmera junt amb iodur potàssic a una certa distancia. Es tancava la càmera per tal de deixar que la unió del vapor del iodur de potàssic en contacte amb el nitrat de plata elaboressin, com a resultat, el iodur de plata. La reacció química era la següent: 2 Ag + I₂ = 2 AgI
3. Un cop sensibilitzada la placa, s'havia de mantindré preservada del sol, guardant-la a l'interior del xassís fosc ben segellat hermèticament, que es trobava a la part posterior de la càmera; deixant així ja col·locat i preparat el suport on es gravaria la fotografia.
4. Quan la superfície de la placa prenia un color daurat o groguenc, era indici de que la placa ja estava degudament sensibilitzada i preparada per la seva exposició. Per això, s'havia de mantindré protegida de qualsevol il·luminació fins que fos utilitzada.
5. Un cop sensibilitzat el suport, s'exposava aquest a la llum del sol durant un temps d'exposició; deixant que la llum entres per la lent del objectiu i que els rajos de llum estiguessin en contacte amb la placa metàl·lica o de vidre. La duració del temps d'exposició depenia de la sensibilitat de la placa i de la quantitat d'il·luminació, fent que la duració pogués variar d'entre 10 segons a 30 minuts. En la reacció química que es produïa, els halurs es descomponien per acció de la llum. En aquells punts de la placa on incidia la llum, el iodur de plata es descomponia a causa de la següent reacció: AgI + hv = Ag + I La plata (Ag), que es manifesta en forma de cristalls negres, es depositava en la placa, deixant marques fosques; mentre que on no incidia la llum, el iodur de plata (AgI) es mantenia inalterable, deixant espais en blanc. Era així doncs, com s'aconseguia formar una imatge latent en la placa.
6. Un cop realitzada la fotografia, aquesta s'havia de revelar i fixar. Per tal de tractar la fotografia, aquesta s'extreia de la càmera i s'introduïa la placa en una caixa amb mercuri (Hg) a la base i amb una llàntia d'alcohol. Deixant el suport suspès a una alçada mitja i en un angle de 45 graus, i tancant la caixa perquè el procés químic es realitzes degudament. El procés consistia en fer bullir el mercuri, exposant la imatge als vapors d'aquest, que s'impregnaven en la placa format una amalgama blanca de plata i mercuri, produint una imatge clara en el placa. La reacció química era la següent: Ag + Hg = Ag – Hg Aquelles zones de la placa que no havien sigut exposades a la llum, no reaccionaven amb el mercuri.
7. Finalment, per tal de fixar la imatge, es banyava la placa en una solució de tiosulfat de sodi (o aigua salda), per tal d'eliminar el AgI que no havia sigut exposat a la llum. Aquest pas era totalment necessari si es volia evitar que la placa s'ennegrís. El procés i reacció química era: AgI + 2 Na₂S₂O₃ = Na₃[Ag(S₂O₃)₂] + NaI
8. Després d'això, era molt important col·locar-li un marc amb un vidre a la placa i sallar-ho, ja que aquestes eren molt delicades i si s'exposaven a l'aire lliure, al poc temps apareixien taques, oxidacions o pèrdues del contrast. Els marcs eren complexes, arribant a construir marcs amb més d'un mirall, que es col·locaven sobre la placa, i els quals pintaven per tal de crear així la sensació de que la fotografia era en color.

Cal dir que aquest procés era altament perjudicial per la salut a causa del elements químics que s'utilitzaven i als que els fotògrafs estaven exposats, com podia ser el vapor de mercuri del procés de revelat.
També, un des principals inconvenients que tenia aquest procediment era el fet que cada imatge era única i, per tant, no podien realitzar-se més d'una copia positiva partint d'una imatge negativa inicial. És per això que, a mitjans de la dècada dels anys 50, el daguerreotip estava quasi obsolet, ja que l'arribada del Calotip oferia un detall i acabat més fi del resultat i la possibilitat de reproducció dels negatius.

### Projecte de restauració i investigació del model Daguerre-Giroux nº178
El 2014 es va celebrar el 175é aniversari de la primera fotografia realitzada a l'estat espanyol, que va tindre lloc al Pla del Palau de Barcelona al 10 de novembre de 1839. La fotografia es va prendre amb el model nº178 de la càmera Daguerre-Giroux, que des de llavors ha sigut custodiada per la Reial Acadèmia de Ciències i Arts de Barcelona (RACAB), tant la càmera com una gran part de l'equip i material que va ser utilitzar en la realització d'aquella primera fotografia.
Però no va ser fins al 2015 que es va iniciar la restauració d'aquest equip fotogràfic històric, projecte que va estar dirigit i coordinat pels fotògrafs i llicenciats en Belles Arts, Martí Llorens i Rebecca Mutell; i la restauració ha sigut realitzada per Rafael Forga, llicenciat en Belles Arts per la Universitat de Barcelona i especialitzat en la restauració d'equips fotogràfics del segle xix i la construcció d'equips per la pràctica de procediments fotogràfics històrics.
La primera fase del procés de restauració i investigació va consistir en la restauració d'aquest equip per assegurar la seva correcta conservació de cara al futur. La RACAB va adquirir la càmera ja feia més d'un segle i mig, preservant-la correctament des de llavors; conservant totes les marques d'origen, inclosa la firma de Louis Daguerre marcada en la càmera.
Les operacions de conservació i restauració van consistir en l'aplicació d'un tractament bàsic contra xilògrafs i el taponat de forats, la fixació, reajustament i integració de parts de fusta despreses, la reparació de esquerdes, i la neteja i encerat de totes les peces de fusta.
D'altra banda, la òptica va ser extreta del cilindre interior per tal de realitzar una neteja d'aquesta. L'interior d'aquesta estava construït amb dues lents, les quals es trobaven en perfectes condicions, gairebé sense ratllades i amb només unes taques que s'havien format a causa de la unió entre les dues lents i el deteriorament del bàlsam del Canadá que uneix ambdues.
Finalment, se li va incloure un nou mirall posterior, que la col·locació d'aquest a 45° permet enquadrar i enfocar la imatge correctament. Aquest mirall és de fàcil extracció ja que s'ha volgut poder mantenir l'estat original de conservació de la càmera i, per tant, poder retirar el mirall si és desitjat.
Cal dir, però, que la part del xassís de fusta i el llautó que ocupava el lloc del mirall esmerilat a la part posterior, no es van poder restaurar i, per tant, s'han perdut les peces originals de la càmera.
Un cop acabada la restauració, l'objectiu de l'equip ha sigut dur a terme una investigació de caràcter multidisciplinari per tal de vincular i fer visible la càmera de la RACAB entre el conjunt de càmeres d'aquesta mateixa classe i categoria que es conserven arreu del món. Amb la voluntat també de generar nous continguts teòrics, amb els quals poder contribuir en la construcció del relat històric sobre els orígens de la producció fotogràfica. Però, cal dir que l'objectiu principal dels restauradors de la Factoria Heliogràfica va ser el d'assegurar la perfecta conservació d'aquest equip fotogràfic de cara al futur.
Com a curiositat, cal dir que el procés de restauració de la càmera Daguerre-Giroux nº178 va ser narrada i resumida en una peça audiovisual documental, dirigida per Lalo García i produïda per Txell Sabartés.